# Chochołowski Potok (dopływ Łososiny)
Chochołowski Potok – potok prawy dopływ rzeki Łososina. Wypływa na wysokości około 740 m na porośniętych lasem północno-zachodnich stokach Łopienia Środkowego w Beskidzie Wyspowym. Po opuszczeniu lasu spływa przez pola uprawne miejscowości Tymbark, przepustem pod drogą krajową nr 28 i na wysokości około 430 m uchodzi do Łososiny. Jego deniwelacja wynosi 320 m, średni spadek 13,8%.
Cała zlewnia potoku znajduje się w obrębie wsi Tymbark w województwie małopolskim, w powiecie limanowskim, w gminie Tymbark. Górna jej część to tereny leśne, środkowa pola uprawne, w dolnej części są zabudowania wsi. Potok ma dwa lewobrzeżne dopływy.